# Séry-Magneval
Séry-Magneval es una comuna francesa situada en el departamento de Oise, en la región de Alta Francia.

## Demografía
| 134 | 136 | 189 | 222 | 215 | 269 | 279 |
| Para los censos de 1962 a 1999 la población legal corresponde a la población sin duplicidades (Fuente: INSEE [Consultar]) |     |     |     |     |     |     |